# Myrlaea albistrigata
Myrlaea albistrigata är en fjärilsart som beskrevs av Otto Staudinger 1881. Myrlaea albistrigata ingår i släktet Myrlaea och familjen mott. Inga underarter finns listade i Catalogue of Life.